# Piawaning
Piawaning is een plaats in de regio Wheatbelt in West-Australië.

## Geschiedenis
Ten tijde van de Europese kolonisatie vormde de streek de grens tussen de leefgebieden van de Juat en Balardong Nyungah. In 1877 maakte een landmeter melding van een waterbron in de streek, de 'Piawaning Spring'.
In 1913 werd een spoorweg van Toodyay naar Bolgart gepland, die tot de 'Piawaning Spring' zou doorlopen. In 1919 werd de ligging van het exacte traject beslist en een jaar later, in 1920, werd aan het eind van de spoorweg het dorp Piawaning officieel gesticht. Het dorp werd naar de waterbron vernoemd. De naam is Aborigines van oorsprong maar de betekenis is niet bekend.
Van 1919 tot in 1925 de spoorweg verder naar Miling werd geopend, was Piawaning een kopstation. In 1920 werd er een telefooncentrale gevestigd.
Op 15 januari 1922 opende het schooltje van Piawaning. Het sloot en opende een aantal keer de deuren, afhankelijk van het leerlingenaantal, en diende ook als gemeenschapszaal. In april 1959 werd naast de school een gemeenschapszaal geopend, de 'Piawaning Hall'. Nog in 1922 opende de tweede winkel van Piawaning. De winkel diende eveneens als postkantoor.
Van 1960 tot in de jaren 1970 had de lokale afdeling van de Country Women's Association of Western Australia een gebouw in Piawaning.

## Beschrijving
Piawaning maakt deel uit van het lokale bestuursgebied (LGA) Shire of Victoria Plains, een landbouwdistrict. Het is een verzamel- en ophaalpunt voor de oogst van de in de streek bij de Co-operative Bulk Handling Group aangesloten graanproducenten.
Piawaning heeft een gemeenschapszaal. In 2021 telde Piawaning 61 inwoners, tegenover 309 in 2006.

## Transport
Piawaning wordt door de 'Waddington - Wongan Hills Road' met de Great Northern Highway verbonden. Het ligt 160 kilometer ten noordnoordoosten van de West-Australische hoofdstad Perth, 31 kilometer ten westen van Wongan Hills en 30 kilometer ten noorden van Calingiri, de hoofdplaats van het lokale bestuursgebied waarvan het deel uitmaakt.
De spoorweg die langs Piawaning loopt maakt deel uit van het goederenspoorwegnetwerk van Arc Infrastructure.

## Externe links

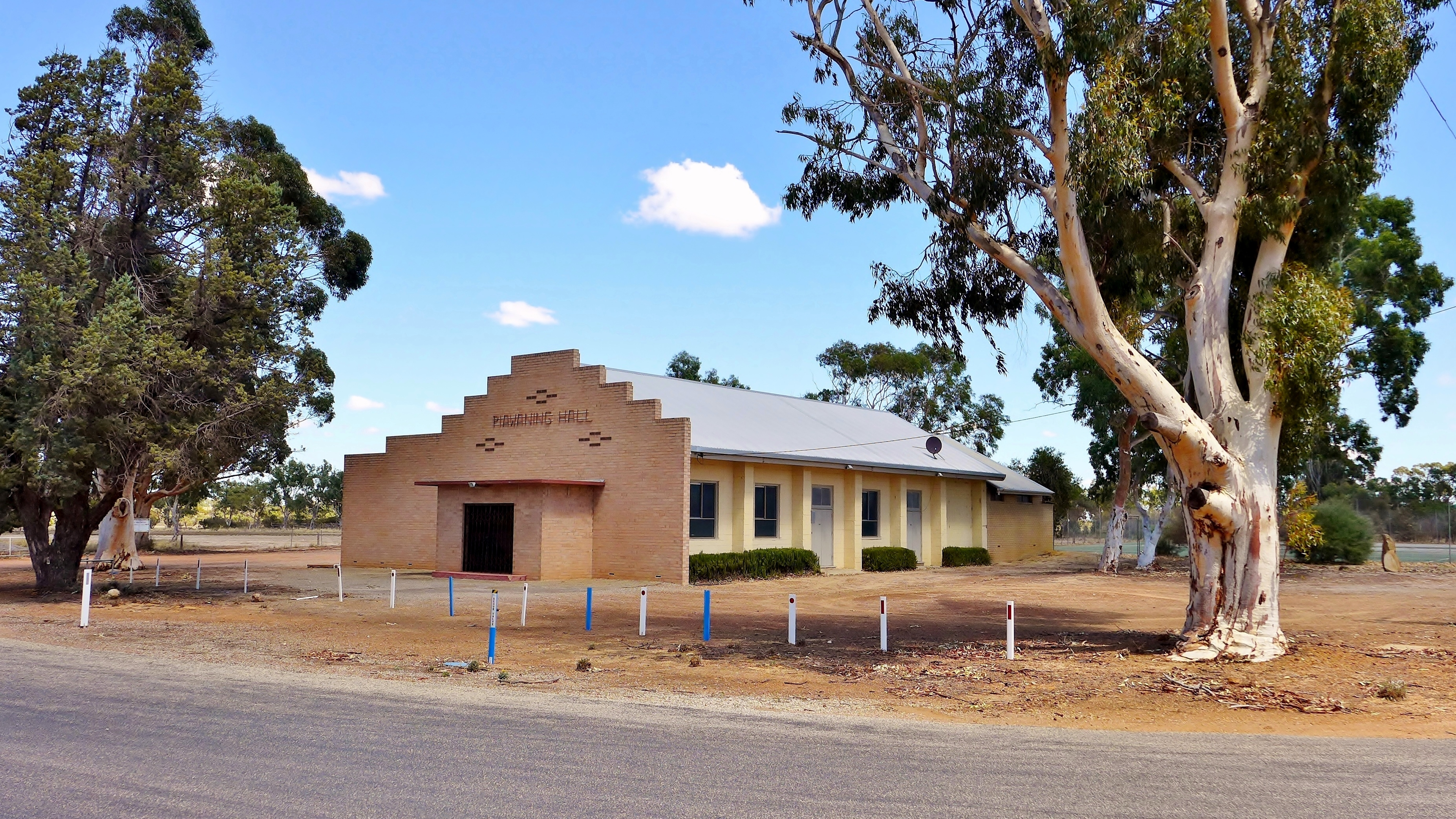
'Piawaning Hall'